# Аделејд Ривер (град)
Аделејд Ривер (енгл. Adelaide River) или једноставније Аделејд, је град у Северној територији, једној од аустралијских држава. Смештен је на 13°14' ЈГШ 131° 06' ИГД, близу ауто-пута код места где пут прелази преко реке Аделејд. У граду према последњи подацима живи око 280 људи.
Током Другог светског рата близу града било је смештено око 30.000 аустралијских и америчких војника. На та том месту се данас налази велико гробље настрадалих војника.